# Mina Bolotine
Wilhelmina Louise/Guilielmina Ludovica Verhoeven, bekend onder de artiestennaam Mina Bolotine (Antwerpen, 20 april 1904 – Antwerpen, 13 september 1973) was een Belgisch sopraan/mezzosopraan.

## Biografie
Ze was een dochter van Josepha Joanna Bochem en klerk Amatus Verhoeven. Ze kreeg haar opleiding aan het Antwerps Conservatorium. Er kwamen vervolgopleidingen bij Scolari in Italië, Toentgen in Duitsland. Ze zou ook les hebben gehad van Aaltje Noordewier-Reddingius en Lilli Lehmann. 
Haar operadebuut vond plaats aan de Vlaamse Opera in haar geboortestad; ze zong toen de rol van Reinhilde in Herbergprinses van Jan Blockx. Later zong ze ook in de Koninklijke Muntschouwburg (vanaf 1937) te Brussel en had gastoptredens in West-Europa. Hoogtepunten waren haar optredens zijn de Bayreuther Festspiele in de jaren 1954 en 1955. In dat laatste jaar viel ze in voor een zieke Gré Brouwenstijn bij een concert van het Rotterdams Philharmonisch Orkest onder leiding van Karl Elmendorff, waarbij ze liederen van Ludwig van Beethoven en Richard Strauss zong.
Al gedurende haar lopende carrière en ook daarna gaf ze zangles aan het Brussels Conservatorium.
Ze was tussen 1958 en 1961 directrice van de Vlaamse Opera, waarbij ze voor grote consternatie binnen de Belgische operawereld zorgde. Ze ontsloeg bij aantreden alle leden van het gezelschap (ze dankte daar aan haar bijnaam "De Bulldozer") om het ensemble te kunnen opbouwen naar eigen inzicht. Een van de redenen zou zijn geweest dat het gezelschap zo weinig publiek trok, dat er stemmen opgingen om het maar op te doeken. Zij trad aan, was even de enige vrouwelijke operadirecteur in Europa, en had daarbij enigszins geluk, want het gezelschap dat optrad in de Muntschouwburg bevond zich in 1959 in een crisis. Goede zangers uit dat gezelschap vonden hun weg (terug) naar de gezelschappen in Antwerpen, Gent en Luik. Desalniettemin kreeg ze te maken met financiële tekorten; er kwamen soms te weinig bezoekers bij een opera met 30 à 40 artiesten. In 1961 zong ze op het huwelijk van José Jongen (wethoudersdochter uit Heerlen) en Bobbejaan Schoepen.
Ook haar zuster Jeanne Verhoeven (Jeanne Weyler) was bekend zangeres in de jaren dertig, doch zou niet doorstoten naar het grote publiek.
Ze werd begraven op Schoonselhof. Volgens gegevens van die begraafplaats is haar graf geruimd. Haar stem is bewaard gebleven in een beperkt aantal opnamen. Er was enkele jaren een Mina Bolotine Concours.
- Gemeinsame Normdatei: 14003403X
- MusicBrainz: 4363f270-2dd1-496b-8cf4-ba7d2024a335
- Virtual International Authority File: 103347573